# Lonchaea krivosheinae
Lonchaea krivosheinae is een vliegensoort uit de familie van de Lonchaeidae. De wetenschappelijke naam van de soort is voor het eerst geldig gepubliceerd in 1973 door Kovalev.